# Masicera inclinans
Masicera inclinans är en tvåvingeart som först beskrevs av Walker 1858.  Masicera inclinans ingår i släktet Masicera och familjen parasitflugor. Inga underarter finns listade i Catalogue of Life.